# Guild Wars 2
Guild Wars 2 — массовая многопользовательская ролевая игра, созданная компанией ArenaNet. Действие игры разворачивается в вымышленном мире Тирия (Tyria), который меняется под воздействием игроков с помощью динамических событий. Игра отличается своим новаторством в игровом дизайне: отсутствие разделения классов на традиционные танк, лекарь, боец; отсутствием маны и применением большинства способностей во время движения; персонализированной сюжетной линией. Модель монетизации — Buy to play — «заплати раз и играй», абонентская плата отсутствует. С 29 августа 2015 покупать нужно только дополнение, основная игра доступна бесплатно на неограниченное время.

## Разработка
Игра использует сильно модифицированный движок, изначально разработанный ArenaNet для Guild Wars. Улучшена графика, анимация. Также используется система физики Havok.
29 августа 2015 была введена система расширенного триал-аккаунта с широкими возможностями игры без покупки базовой версии Guild Wars 2. Бесплатный аккаунт даёт неограниченный доступ ко всему контенту оригинальной игры.
23 октября 2015 вышло первое дополнение, Heart of Thorns, включающее в себя четыре новых карты с упором на «вертикальность», новую систему развития персонажа после максимального уровня, новые способы перемещения (планер, позволяющий парить в воздухе и подниматься с восходящими потоками), элитные специализации, в корне меняющие игру за уже существующие профессии, новый режим PVP, новые карты в WvW (межсерверное противостояние), новые подземелья-фракталы, а также рейды — высокоуровневые очень сложные подземелья, требующие исключительно слаженной командной игры и отличной координации.
22 сентября 2017 состоялся релиз второго дополнения под названием Path of Fire. Среди новшеств: система ездовых животных, дополнительные элитные специализации для каждой профессии, система наград за победу над определёнными врагами (Bounties) и доступ к новым областям, таким как Кристальная Пустыня и Элона.
Русская локализация отсутствует.

## Особенности
- Система монетизации : Игра предоставляется по системе Buy to Play. После покупки время игры не ограничено, абонентская плата отсутствует. Возможно играть в оригинальную игру полностью бесплатно в режиме бесконечного триала с незначительными ограничениями (меньше размер инвентаря и количество создаваемых персонажей, также некоторые ограничения, направленные против спамеров и ботов: нет доступа на аукцион и в общий чат).
- Отсутствие Pay to win: все предметы имеют стандартный набор атрибутов, которые улучшаются с уровнем вещи и её классом (обычный — хороший — мастерский — экзотический — вознесённый — легендарный), но не существует предметов с характеристиками лучшими, чем Вознесённый. Во внутриигровом магазине за реальные деньги можно приобрести или косметические улучшения, или ускорители/предметы для удобства, типа дополнительных мест в банке или возможность создать больше персонажей. При этом все эти предметы, включая игровые дополнения, можно купить за внутриигровую валюту, которая зарабатывается непосредственно в игре.
- Предметы со временем не обесцениваются: в новых дополнениях может появиться предмет с иначе распределёнными характеристиками — например, сила, выносливость и шанс критического удара — но сумма этих характеристик остаётся примерно одинаковой как для текущего, так и для ещё не вышедшего снаряжения. Разработчики обещают, что никогда не появятся предметы выше максимального 80-го уровня, которые превзойдут все уже доступные на данный момент предметы. Всё уже заработанное останется релевантным навсегда. Таким образом решается проблема, встречающаяся в других MMO, когда после выхода дополнения с повышением максимального уровня персонажа можно легко получить предмет обычной редкости, который по характеристикам превосходит самое лучшее снаряжение из доступного ранее.
- Система мастерства (mastery): после достижения максимального уровня можно выбрать не взаимоисключающие ветки развития, для продвижения по которым нужен опыт. Таким образом даже после достижения максимального уровня зарабатываемый опыт имеет значение, давая возможность прогресса «после потолка».
- По заявлениям разработчиков, они старались сделать так, чтобы игрок всегда был рад видеть другого игрока: все точки сбора ресурсов добываются независимо друг от друга (например, рудная жила, добытая одним игроком, для другого полностью сохраняет свой запас), все групповые события дают награду и опыт каждому из участников согласно его вкладу независимо от количества участников; за совместное убийство монстра всем атаковавшим игрокам его опыт идёт в полном размере, также каждый из них может обыскать труп, сундук и т. п. и получить своё собственное вознаграждение, полностью независимое от других игроков.
- В игре доступны пять рас и девять (в базовой игре — восемь) профессий. Любой из пяти рас доступны все девять профессий, привязка класса к расе или полу отсутствует.
- Отсутствие классической схемы «Танк — ДД — Хилер»: каждый персонаж может взять минимум один из нескольких лечащих навыков, практически каждая из профессий может выполнять любую из ролей при правильном выборе экипировки, навыков и талантов. Также каждый игрок может воскрешать погибших или критически раненных игроков.
- Очень широкие возможности по настройке персонажа (см. ниже)
- Активная боевая система: выпущенные снаряды летят в ту сторону, куда были запущены, и от них можно уклониться, как и от любой атаки; если после того, как персонаж замахнулся на врага, кто-то из них увеличит дистанцию, то удар не попадёт по цели; любой объект может блокировать линию огня, при этом снаряд до цели не долетит. При этом у персонажей не существует таких параметров, как шанс промаха в процентах, пассивный шанс уклониться от удара или заблокировать его: если удар выглядит, будто он попал по цели, то он действительно попал, все навыки, дающие блок или уклонение, должны быть активированы вручную и заранее. Также каждому персонажу доступен навык уклонения (у каждого персонажа есть 100 ед. выносливости, одно уклонение тратит 50, со временем восполняется).
- Полноценная система подводного боя. Большая часть умений имеет подводный вариант, под водой используется специальное подводное оружие (гарпунная пушка, копьё и трезубец) и шлем (дыхательная маска) Многие игровые задания проходят полностью под водой.
- «Поверженное» состояние: потеряв всё здоровье, персонаж не умирает, а падает на землю критически раненый. В этом состоянии персонаж лежит на земле неподвижно, и может или слабо отбиваться, или медленно лечиться. Если атакуемый враг убит, или персонаж полностью вылечился, то игрок возвращается в строй с половиной здоровья. Лежащих на земле раненных союзников можно лечить (после боя — воскресить), врагов — добить. Это поощряет командную игру, взаимовыручку и даёт второй шанс в случае ошибки.
- Система открытых квестов: у каждого квеста есть зона, при попадании в которую можно начать его выполнять, при этом прогресс сохраняется и его можно доделать после. Большинство квестов имеют несколько различных вариантов активности, каждый из которых может выполняться независимо, опыт идёт за каждый в отдельности.
  - Пример 1: собрать вяленое мясо с подставок; накормить ручных скорпионов мясом; собрать яйца скорпионов; отнести яйца дрессировщику скорпионов; убивать партизан, которые воруют яйца, выпавшее с них яйцо тоже можно отдать.
  - Пример 2: поговорить с духом лесоруба, узнать, что в его тело вселился демон. Сопроводить дух лесоруба и найти его одержимое демоном тело. Победить демона, таким образом изгнав его. Вернуть лесоруба к жизни (подобных лесорубов несколько и можно выполнить квест только убивая демонов или только разговорами).
- Система событий в открытом мире. Они постоянно запускаются под действием многочисленных и разнообразных факторов, и игроки принимают участие в развитии. Каждое событие продолжает длиться с участием игрока или без него, но в любом случае оно проходит до конца и оставляет отпечаток на виртуальном мире, давая начало новому событию.
- Уникальная система взаимодействия умений. Основной смысл состоит в том, что использование одних умений даёт возможность использовать другие. (Например, игрок может использовать магию для создания стены огня, а другой выстрелит из лука через огонь. В итоге стрела загорится и нанесёт врагу дополнительный урон.)
- Система масштабного сражения World vs. World vs. World (сокращённо WvWvW), которая означает мировую битву. Это массовое PvP сражение между серверами, которое проходит на территории Туманов. Целью является зарабатывание очков для своего сервера за определённый промежуток времени. Задачами, позволяющими получить очки, могут являться как убийство игроков противника, так и захват и удержание крепостей и башен с применением различных видов осадных орудий. Наличие трёх, а не двух враждующих сторон повышает динамичность и обеспечивает автоматический баланс — если одна из сторон захватывает слишком много территории, она автоматически становится приоритетной целью для двух противников сразу.
- Во время участия в событиях или массовых сражениях герой получает очки опыта. Такая система позволяет избежать чрезмерного убийства простых монстров (гринд) и значительно снижает однообразие.

### Динамические события
В игре существуют динамические события, которые происходят и влияют на мир независимо от того, участвует ли в них игрок. Игрок же, своим участием или неучастием, может повлиять на результат события, который отразится на окружающем мире.
Мир Guild Wars 2 полон тысяч событий, которые появляются и исчезают на протяжении всего вашего пути. В один день вы можете найти деревню, полную жителей и торговцев, а на следующий день на этом месте уже будут дымиться руины после набега кентавров.
Динамические события вызывают целые каскады событий в зависимости от того, как вы, игрок, взаимодействуете с ними, оставляя свой чёткий след в игровом мире. Спасёте ли вы эту деревню или позволите ей сгореть? Выбор зависит от вас и других игроков.
События не обязательно следуют установленному графику, также они могут запускаться при сочетании определённых условий. Развитие той или иной цепочки зависит от действий игроков (а не запрограммировано заранее), и может иметь далеко идущие последствия. И хотя циклический характер системы означает, что эти последствия, в конечном счёте, временные — результаты события могут сохраняться в течение дней, недель или даже месяцев, пока не появится игрок, который сделает что-либо для дальнейшего развития этой цепочки. В результате мир постоянно меняется и игрок не может со 100 % уверенностью знать, что происходит в том или ином регионе.
Система динамических событий в Guild Wars 2 создана для того, чтобы заставить игроков действительно играть вместе. Для поддержания постоянного уровня сложности, а также более активного участия, событие будет динамически масштабироваться, в зависимости от количества игроков-участников. Чем больше игроков принимают участие в событии, тем выше сложность события. Например, если несколько человек спасают город от бандитов — против вас будет лишь небольшая банда врагов. А если участвует много людей, сложность постепенно увеличивается, в таком случае мелкая атака перерастёт в полноценную осаду, и вместо маленькой банды врагов вам будет противостоять целая армия, включая мини-боссов, элитных NPC, боевые машины и т. д. Каждый из участников события получит свою награду и опыт, вне зависимости от того, состоит он в группе или нет. Награды выдаются в зависимости от вашего вклада в развитие события. То есть, если вы просто убили нескольких врагов, то награда будет ниже, чем если бы вы убили босса и уничтожили осадную технику.

### Персональная история
Есть несколько различных, но взаимосвязанных, сюжетных линий в Guild Wars 2. Одной из них является общая история мира — пробуждение Старших Драконов и производимые ими разрушения в землях Тирии. Другим примером сюжета является история подъёма и падения приключенческой гильдии ‘Destiny’s Edge’. Кроме того, есть личный сюжет для каждого персонажа, формируемый ещё при его создании. Решения, принимаемые персонажем на протяжении его сюжетной линии, влияют на развитие сюжета, истории, на его жизнь, личный дом и взаимоотношения. Наконец, есть текущая история мира с постоянно меняющимися событиями, происходящими в каждом регионе, что позволит различным фракциям, расам и отдельным персонажам взаимодействовать.

### Sidekick-система
Система «sidekick» модифицирует уровень игрока, чтобы подстроить под уровень другого игрока или под некоторые условия местности. Персонаж низкого уровня, желающий поиграть на полях сражения или поучаствовать в событии высокого уровня, будет усилен, чтобы быть примерно равным персонажу высокого уровня, с которым он играет в команде. А игрок, желающий поиграть в зонах или событиях низкого уровня, будет ослаблен. Однако, в режиме простого путешествия по миру усиления не происходит. Для посещения локаций, рекомендуемых для персонажей более высокого уровня, игроку необходимо соответственно развить своего персонажа. Ослабление же происходит всегда и везде до уровня, рекомендуемого для конкретной зоны, что позволяет получать удовольствие от игры в низкоуровневых локациях даже высокоуровневым персонажам.
В зоне World vs. World vs. World уровень персонажа автоматически поднимается до максимального.

### PvP
PvP в Guild Wars 2 подразделяется на сбалансированное (структурное) PvP (sPvP) и межсерверные бои World vs World vs World (WvWvW).
В sPvP все игроки сражаются в равных условиях, так что победа зависит лишь от мастерства каждого отдельного игрока, а также индивидуальной и командной стратегии и тактики ведения боя. Любой игрок сразу совершенно бесплатно получает максимальный уровень и необходимые умения и снаряжение, чтобы сразиться со своим противником на равных.
В WvWvW же уровень персонажа по системе «sidekick» повышается до максимального, но снаряжение, умения и таланты у него остаются те же, какие были в PvE.

## Профессии, настройки и специализации

### Базовые особенности
Профессии разделены на три подгруппы в соответствии с носимой бронёй — учёные (scholar) с небольшим запасом здоровья в одежде из ткани, авантюристы (adventurer) в кожаной броне, и солдаты (soldier), использующие тяжёлые латные доспехи.
Каждая профессия имеет полностью уникальный набор навыков, список доступного оружия, а также уникальную профессиональную механику: например, Воины накапливают Адреналин, который могут тратить на особо сильный тип ударов под названием Рывок. Рейнджеры путешествуют вместе с животным — компаньоном, у которого есть свои уникальные навыки, Некроманты подзаряжают запас ресурса под названием Жизненная Сила от смерти существ рядом — и входя в состояние Покрова Смерти, тратят её вместо собственного здоровья при получении повреждений.
Элитные специализации могут менять профессиональную механику, фактически вводя в игру систему подклассов.

### Навыки персонажа
В Guild Wars 2, как и в её предшественнице, Guild Wars 1, набор навыков, которые доступны в бою в каждый момент времени, сильно ограничен.
Все персонажи умеют уклоняться 2 раза подряд (Сорвиголовы — 3 раза подряд). Также все классы, кроме двух, носят по два комплекта оружия и имеют стандартный навык «переключить оружие».
Оружейные навыки каждой профессии уникальны: Например, Воин использует двуручный меч традиционным образом — врезаясь в гущу врагов и рубя направо и налево, Месмер же стреляет из него дальнобойным лучом. Тяжёлый двуручный молот Страж использует для защиты союзников и опрокидывания врагов, Металлоломщик делает упор на блоки и мобильность, Ревенант же и вовсе метает его во врагов издали.
Если оружие одноручное, то в каждой из рук оно даёт свой набор навыков: например, меч в главной руке Воина даёт ему атаки, вызывающие кровотечение у врагов и позволяющие сокращать дистанцию. Меч во второй руке можно метнуть во врага или использовать для контратаки.
Все персонажи имеют панель, на которой могут размещаться от 11 до 15 навыков, в зависимости от профессии. Первые пять навыков (1, 2, 3, 4, 5) — оружейные (Weapon Skills). Если у персонажа два оружия, (например, меч и щит или два кинжала), то первое всегда определяет навыки 1, 2 и 3, второе — навык 4 и 5. Двуручное оружие (Посох, винтовка) определяет все пять навыков.
Навыки 6,7,8,9,0 называются «слотовые» и их можно настраивать. В ячейке 6 всегда может размещаться только один из 6 лечащих навыков, что позволяет всегда иметь доступ к лечению и не требовать в группе персонажа, роль которого состоит только в лечении других. В десятой ячейке (0) — только один из пяти элитных навыков. В ячейках 7, 8, 9 — только любые из ~20-30 вспомогательных навыков.
Количество и содержание ячеек «профессиональных» навыков (F1-F5) полностью определяется профессией персонажа.

### Настройка персонажа
Персонажи обладают широчайшей возможностью настройки. На пассивные способности и характеристики каждого персонажа, помимо профессии, влияют:
- Снаряжение
  - Оружие, броня, рюкзаки, кольца, амулеты дают исключительно бонусы к характеристикам.
  - Улучшения: руны (улучшения для брони), сигили (для оружия), кроме бонусов к характеристикам, могут давать уникальные бонусы и эффекты. Пример: «получите плюс защите за каждого убитого врага», «заморозьте ближайших врагов при переключении на это оружие», «воскрешайте союзников быстрее», «союзники вокруг получают Регенерацию, когда вы используете навык Лечения» и т. п.
- Специализация. Каждый персонаж может одновременно выбрать три специализации (древа пассивных навыков) из семи доступных, в том числе одну (или ни одной) из двух элитных. Каждая специализация даёт три обязательных навыка (пример: при каждом уклонении вы устанавливаете бомбу), а также три группы по три пассивных навыка в каждой, из которых выбрать можно только один (всего 27 комбинаций на древо; всего можно выбрать 3 из 7, что даёт сотни тысяч комбинаций)
  - Элитные специализации — очень важная особенность Guild Wars 2. Они меняют стиль игры персонажем, открывая доступ к новому оружию, навыкам нового типа и новым механикам, часто позволяя создавать новую профессию (например, рейнджер из лучника превращается в друида-целителя, инженер — из чистого стрелка в дуэлиста со световым мечом или тяжёлобронированного пехотинца с двуручным молотом) или гибрид между базовой и элитной. Элитные специализации из второго дополнения тематически связаны с пустыней, в которой происходит действие.

#### Учёные (лёгкая броня)
- Месмер (Mesmer) — маг-дуэлист, полагающийся на обман и контроль своих противников. В бою он применяет иллюзорные копии самого себя для того, чтобы запутать или атаковать противника. Может накладывать различные ослабляющие и наносящие урон заклинания, сила многих навыков зависит от количества иллюзий. Способность создать портал между двумя точками, через который десятки бойцов могут телепортироваться в неожиданное для противника или труднодоступное место, делает Месмеров грозными противниками и желанными союзниками при осаде замков или исследовании мира.
  - Хрономант — мастер времени, способен ускорять союзников (может давать союзникам проворство (Alacrity), которое ускоряет перезарядку навыков), замедлять противников и даже возвращаться назад во времени (запас здоровья, выносливость, перезарядка навыков и местоположение возвращаются в прежнее состояния). Новое оружие: щит.
  - Мираж — теряет способность к уклонению (теперь реального месмера ещё сложнее отличить от клонов), но может создавать особые «зеркала». При использовании, зеркала на короткое время искажают изображение как самого месмера, так и его клонов, делая их полностью неуязвимыми. Может вместе со своими иллюзиями неожиданно напасть на противника из «засады» (новый класс навыков), пожертвовав оставшимся сроком неуязвимости. Новое оружие: топор.
- Некромант — практикует тёмные искусства, призывает мёртвых, владеет способностью управлять заблудшими душами, и буквально высасывает жизненную энергию врагов. Некромант питается жизненной силой, которую он может использовать, чтобы обмануть смерть или возвратить союзника из-за края. Управляет питомцами-нежитью, накопив достаточно жизненной силы, может использовать Покров Смерти (Death’s Shroud) — трансформацию, в которой некромант получает новый набор навыков и расходует накопленную жизненную силу вместо собственного здоровья.
  - Жнец — элитная специализация, дающая некроманту доступ к боевым крикам и Покрову Жнеца (Reaper’s Shroud), в котором он превращается в сильного и трудноуязвимого бойца ближнего боя с новым набором навыков, внешне напоминает смерть с косой. Получает доступ к навыкам типа «Крик» и двуручному мечу.
  - Плеть (Scourge) — жертвует защитной механикой Покрова, вместо этого использует жизненную силу для призыва песчаных Теней, которые поддерживают союзников. Получает доступ к Карам — новому классу навыков, который превращает позитивные эффекты, наложенные на врагов, в негативные. Может использовать Факел.
- Элементалист — использует силы природных стихий разрушения, подчиняя огонь, воздух, землю и воду своей воле. Элементалист может настраиваться на каждую из стихий и свободно менять выбранную стихию в бою (F1-F4), получая с каждой настройкой (attunement) свой набор оружейных навыков — таким образом, их у него в 2 раза больше, чем у остальных профессий (20 против 10), даже с учётом того, что Элементалисты не могут носить второй комплект оружия.
  - Буря (Tempest) — элитная специализация, позволяющая вызвать Перегрузку Настройки — Overload Attunement, фактически даёт дополнительный мощный навык в бою, но перегруженная стихия после его применения будет недоступна дольше, чем обычно. Тематически Бури сильнее фокусируются на стихии, на которую они настроены. Универсальность и общее количество навыков у Бурь наибольшее из всех профессий, кроме Плетельщиков и Звериных душ. Могут использовать Крики (навыки) и Боевой Рог (оружие)
  - Ткач (Weaver) тематически противоположны Бурям: вместо усиленного фокуса на стихии они могут настраиваться не только на одну, но и две стихии сразу (например, на Воздух и Огонь). При этом два первых оружейных навыка они получают от одной стихии, два последних — из другой, а средний «сплетается» из двух стихий. Четыре стихии можно комбинировать шестью разными способами, и каждое из 5 оружий, которое Ткач может взять в главную руку, получает таким образом по 6 дополнительных оружейных навыков. Также Ткачи получают доступ к навыкам класса «стойка» и одноручным мечам.

#### Авантюристы (средняя броня)
- Инженер — Мастера механического хаоса, они занимаются взрывчаткой, гаджетами, эликсирами и установкой различных устройств. Они могут контролировать местность, размещая турели, поддерживая союзников алхимическим оружием, неся опустошение в ряды врагов с помощью большого количества мин, бомб и гранат. Уникальной механикой Инженера является пояс с инструментами — дополнительная панель из пяти навыков (F1-F5), каждый из которых зависит от выбранного лечащего, второстепенного и элитного навыка (например, выбрав огнемётную турель, из пояса можно кинуть гранату с напалмом, выбрав лечащий эликсир — кинуть склянку с ним в союзников). Инженеры могут использовать всего три оружейных комбинации (пистолет и щит, два пистолета, винтовка) — меньше, чем любая из профессий. Это компенсируется способностью носить с собой до пяти уникальных оружейных наборов — например, огнемёт, ружьё с транквилизатором и мортиру, и мгновенно переключаться между ними, что в теории даёт инженеру самый большой набор навыков бою (35).
  - Металлоломщик (Scrapper) — некогда презрительное название для штрафных инженерных батальонов Чарра теперь с гордостью носят представители элитной специализации инженера. Могут экипировать двуручный молот, что позволяет им драться врукопашную, умеют использовать разнообразные дроны-коптеры (Gyro). Металлоломщики уникальны тем, что могут приказать коптеру добить раненого врага или вернуть в строй союзника на расстоянии, не выходя при этом из боя.
  - Кузнец голограмм (Holosmith) — получают доступ к разработанному в пустыне оружейному набору HoloForge, который «на лету» создаёт необходимое оружие из света — например, световой меч. Голографическая кузница даёт более сильные, чем обычно, оружейные навыки, но Кузнецу приходится следить за температурой (уникальная новая механика): высокая температура усиливает некоторые навыки, но слишком высокая — вызывает перегрев, который повреждает и воспламеняет самого Инженера, и делает Кузню недоступной в режиме аварийного охлаждения. Навыки нового класса «превышение» получают бонусы от высокой температуры и подчёркивают стиль игры, основанный на концепции «высокий риск — высокая награда». Новое оружие — одноручный меч.
- Вор — Мастер скрытности и внезапности, вор смертельно опасен в одиночном бою, особенно если застанет противника врасплох. Воры компенсируют свою достаточно слабую броню и низкое здоровье быстротой и ловкостью. Они могут двигаться сквозь тени, растворяясь в воздухе, или красть предметы у своих противников, используя их в дальнейшем как оружие. Враги должны всегда следить за своей спиной, иначе вор сделает это за них. Самый невидимый из всех профессий, Вор может материализоваться за спиной врага, применить свои способности мгновенно (навыки Воров не имеют отката — вместо этого расходуются специальные очки инициативы) и вновь раствориться в тенях.
  - Сорвиголова (Daredevil) — получает дополнительную выносливость (150 вместо 100 у остальных профессий), позволяя уклониться три раза подряд. Сама способность уклонения улучшается — например, персонаж быстро и далеко перемещается вместо кувырка, или бросает веер кинжалов. Также Сорвиголовы имеют доступ к большому количеству навыков, которые оглушают, прерывают или опрокидывают противников.
  - Снайпер — терпеливый убийца с винтовкой, который может ставить Метку на цель, делая её более уязвимой для атак (но при этом цель жертва знает, что за ней охотятся). Винтовка даёт способность целиться с колена, при этом сила и дистанция атаки значительно увеличивается, но Снайпер становится неподвижен. Новый класс навыков — cantrip (волшебный трюк).
- Рейнджер — мастер на все руки, полагающийся на свой острый глаз, твёрдую хватку и на силу самой природы. Мастер дальнего боя, рейнджер способен достать своих противников на большом расстоянии с помощью любимого лука. А при помощи животных в своей команде, рейнджер легко приспосабливается к сильным и слабым сторонам своих врагов.
  - Друид — лучший целитель в игре, может использовать посохи, накапливать астральную энергию, и расходовать её, принимать небесную форму. В этой трансформации Друид лечит союзников ещё эффективнее.
  - Звериная Душа (Soulbeast) — рейнджер, связь которого со своим зверем-компаньоном настолько сильна, что их духи могут сливаться в один. Питомец перестаёт быть отдельным зверем, и вместо этого даёт самому Рейнджеру дополнительные навыки и характеристики. Получают доступ к Стойкам и Кинжалам в главной руке.

#### Солдаты (тяжёлая броня)
- Страж — преданный боец, призывающий мощные добродетели, чтобы поразить врагов и защитить союзников. Столь же опасный с посохом, как и с могучим двуручным молотом, истинный страж — мастер тактики, знающий, когда принести в жертву собственную защиту, чтобы дать возможность своим соратникам достичь победы. Классовая механика Добродетели даёт пассивные бонусы (например, поджечь противника каждые несколько ударов), но они могут быть активированы, чтобы получить дополнительные бонусы.
  - Охотник на драконов — рыцарь в тяжёлых доспехах с очень мощным луком (новое оружие), который может использовать смертельные ловушки. Классовая механика Добродетели получает дополнительное улучшение. Может использовать Ловушки.
  - Клеймо огня — стражи-библиотекари. Их Добродетели превращаются в Фолиант: пассивный эффект такой же, как у Добродетели, но при использовании Фолиант заменяет оружейные навыки новыми. Каждый из этих навыков представляет собой «главу», которую можно прочесть один раз, после чего она исчезает и нужно ждать перезарядки всего тома. Также получают доступ к навыкам класса «Мантра» и Топорам.
- Воин — мастер оружия, полагающийся на свою ловкость, скорость, силу, точность и умение носить тяжёлые доспехи. Ему доступен самый большой арсенал, и он умеет менять оружие в руках чаще других персонажей. Воин вынослив, и длительное время может наносить удар за ударом, накапливая адреналин для ещё более мощных атак, которые называются Рывок. Мастер тактики, может использовать боевые знамёна, которые усиливают и воскрешают союзников.
  - Берсерк — воин, способный ещё больше усиливать свои атаки (Рывки) за счёт накопленного адреналина, а также более эффективно его накапливать благодаря навыкам класса Ярость. Могут использовать факелы.
  - Охотник на магов (Spellbreaker) — использует адреналин не для яростных рывков, а для защиты и контратак. Может брать по кинжалу в каждую руку, навыки типа «Мантра» снимают негативные эффекты с союзников и позитивные — со врагов. Стиль вознаграждает реакции на действия оппонента: некоторые атаки оглушают, когда цель использует свои навыки, другие, напротив, наносят дополнительный урон, когда цель ничего не делает.
- Воскресший — новая профессия, появившаяся с дополнением Heart of Thorns, и доступная только владельцам этого дополнения. Боец, вернувшийся из Туманов (примерный аналог эфира, ткань реальности, наполняющая пространство между мирами, а также загробное царство, куда попадают мёртвые). Одетый в латные доспехи, Воскресший умеет являть через себя миру духи легендарных персонажей прошлого, используя их навыки в бою: легендарный убийца-ассасин даёт навыки ускорения и уклонения, кентавр-целитель позволяет защищать и лечить союзников и т. п. Классовая механика сфокусирована на решениях, на что потратить Энергию и своевременном переключении между Легендами (их всегда доступно две). Единственный класс, который не может настраивать свои навыки: они полностью определяются выбранной Легендой.
  - Герольд — может являть дух легендарной кристаллической драконицы Glint (Блеск — англ.). В этой форме Воскресший может использовать Грани — навыки, которые постоянно дают ему и союзником позитивные эффекты после активации, но расходуют энергию на поддержание. После активации грань можно поглотить, вызвав сильное атакующее или защитное заклинание. В отличие от остальных профессий, при применении этих заклинаний Герольд не расходует ресурс, а, наоборот, прекращает его расходовать. Могут вооружаться Щитами.
  - Отступник — может являть дух героини чарров, Kalla Scorchrazor, и вооружаться Короткими луками. Калла позволяет призывать духи своих павших соратников, которые атакуют врагов или поддерживают союзников, а также использовать Приказы Цитадели — три дорогих, но сильных навыка для атаки врагов или поддержки союзников, которые активны при любой выбранной Легенде.

## Игровой процесс
Весь игровой процесс Guild Wars 2 состоит из трёх почти независимых друг от друга составляющих: PvE, WvWvW и sPvP.

### PvE
PvE в Guild Wars 2 представлено открытым PvE миром Тирии, джампинг-пазлами — открытыми мини-подземельями, в которых требуется прыгать по платформам и решать головоломки для того, чтобы пройти их, подземельями — инстанс-локациями, рассчитанными на прохождение группой из 5 человек, а также живой историей мира Тирии, позволяющей узнать больше о вселенной Guild Wars 2. Эта живая история состоит из постепенно добавляемых динамических событий, подземелий, джамп-пазлов, иногда мини-игр.

#### Открытое PvE
PvE в открытом мире заключается в первую очередь в участии в динамических событиях, в том числе в сложных многоуровневых метасобытиях — разветвлённых цепочках событий, протекающих на большой территории как последовательно друг за другом, так и одновременно в разных частях области протекания метасобытия. Так же в Guild Wars 2 имеются открытые мини-подземелья. На самом деле открытый PvE мир Guild Wars 2 не является открытым в том смысле, что весь мир — одна большая бесшовная локация. Он состоит из множества маленьких локаций, соединённых порталами-переходами.

#### Подземелья
Релизная версия игры включает в себя 8 уникальных подземелий для команд по 5 человек. Однако, каждое подземелье имеет несколько режимов прохождения. Более простой режим истории, и чуть более сложный режим исследования, который в свою очередь разделяется на несколько путей прохождения в зависимости от выбора, делаемого голосованием членами отряда в начале прохождения. Каждое подземелье включает в себя как минимум 3 пути в режиме исследования. Таким образом, на сегодняшний день в игре существует 33 различных уникальных сценария для прохождения. В подземельях так же, как и в открытом мире действует sidekick-система.
Подземелья поддерживаются, но новые больше не разрабатываются. Их заменили мини-подземелья под названием Фракталы.

#### Фракталы Туманов
Относительно короткие мини-подземелья для 5 человек. Всего в игре 100 фракталов, разделённые на 4 уровня сложности. Различных карт всего 19, и они повторяются на разных уровнях сложности с добавлением более сильных врагов и специальных условий (начиная от «враги получают защиту и наносят больше урона, если атакованы» и «враги оставляют за собой ядовитый след» до «боссы из других фракталов могут временно появляться в этом»). Фракталы должны проходиться в порядке от 1 до 100. Низкоуровневые фракталы предназначены для тренировки и они легче обычных подземелий. Высокоуровневые фракталы крайне сложны и требуют очень высокой подготовки и координации команды.

#### Рейды
С дополнением HoT в игре появились рейды — очень сложные подземелья для 10 человек, требующие высочайшей командной координации, планирования и подготовки каждого члена команды. По состоянию на сентябрь 2018 года выпущены 6 «крыла» рейдов, по 3—4 босса в каждом.

### WvW
В Guild Wars 2 это масштабные сражения между тремя мирами (серверами). Данный вид PvP проходит в Туманах (the Mists), отделённых от PvE мира. В сражениях WvW могут принимать участие любые PvE персонажи, любого уровня, с любым набором умений. Sidekick-система автоматически повышает уровень персонажа до 80, но умения и снаряжение остаются те же самые, что были в PvE мире. У каждого мира имеется своя территория (Borderlands), кроме того имеется общая «ничейная» карта (Eternal Battlegrounds). Миры сражаются за обладание замками, башнями и лагерями ресурсов.
WvW состоит из различных видов деятельности, причём если сопроводить караван ресурсов или уничтожить вражеский караван можно в одиночку, если для захвата ресурсной точки или башни часто достаточно небольшой группы, то захват замка — дело для большого организованного отряда игроков.
Каждые две недели на основе статистики прошлых боёв строится рейтинг миров, после чего миры группируются по три (примерно равных по силе). Эти три мира в каждой группе сражаются между собой в течение следующих двух недель. WvW — единственный режим игры, в котором учитывается выбранный игроком сервер.

### sPvP
Структурное PvP в Guild Wars 2 состоит из случайного и турнирного (tournament). В обеих разновидностях две команды игроков соревнуются друг с другом в убийстве противников и в захвате стратегических объектов, набирая очки. Победа присуждается команде, первой набравшей определённое количество очков. Любой персонаж на время нахождения в PvP повышается до максимального уровня, у него открываются все умения, характеристики всех надетых предметов стандартизуются (то есть в PvP невозможно получить преимущество над кем-нибудь в экипировке, только в умении).

#### Случайное PvP
Случайное PvP представляет собой поля сражений (battlegrounds) в том виде в котором они существуют и во многих других многопользовательских играх. Команды в случайном PvP состоят из десяти человек и формируются случайным образом. Любой игрок может в любой момент присоединиться к уже идущему сражению, если хотя бы в одной команде есть свободное место.

#### Турнирное PvP
Турниры — сражения двух заранее подобранных (premade) команд из пяти человек — проходили на тех же картах, что и случайные сражения. Различают платные и бесплатные турниры. Для участия в платных турнирах (paid tournament) каждому участнику команды необходимо было приобрести в игровом магазине соответствующий билет, но и награды за победу в таком турнире выше.

## Отзывы
| Сводный рейтинг       | Сводный рейтинг |
| Агрегатор             | Оценка          |
| --------------------- | --------------- |
| GameRankings          | 90,02 %         |
| Иноязычные издания    |                 |
| Издание               | Оценка          |
| GamesRadar+           | 4,5/5           |
| PC Gamer (US)         | 94/100          |
| Русскоязычные издания |                 |
| Издание               | Оценка          |
| PlayGround.ru         | 9,7/10          |
| «Игромания»           | 9,0/10          |

| Сводный рейтинг | Сводный рейтинг |
| Агрегатор       | Оценка          |
| --------------- | --------------- |
| GameRankings    | 81,38 %         |